# Giovanni Cerrina Feroni
Giovanni Cerrina Feroni (Florence, le 18 juillet 1866 – Rome, le 2 juillet 1952) est un militaire et un haut fonctionnaire colonial italien. 

## Biographie
Nommé deux fois gouverneur de l'Érythrée (1915-1916 et 1921-1923), il devient également gouverneur de Somalie (1916-1919).